# قاموس الجغرافيا اليونانية والرومانية
قاموس الجغرافيا اليونانية والرومانية (بالإنجليزية: Dictionary of Greek and Roman Geography)‏ نشر في العام 1854، كان الأخير في سلسلة من القواميس حررها الإنجليزي ويليام سميث، ضمت السلسلة قاموس الآثار اليونانية والرومانية، وقاموس الأساطير اليونانية والرومانية القاموس مكون من مجلدان كبيران، يقدم القاموس تغطية مفصلة عن المقاطعات، الأقاليم، المدن، والبلدات والمعالم الجغرافية التي ذكرت في الأدب الروماني واليوناني، دون أن يهمل تلك التي ذكرت في الإنجيل. أعيد نشر القاموس في 2005.

## وصلات خارجية
- بواسطة بحث كتب جوجل:
  - المجلد الأول من القاموس
  - المجلد الثاني من القاموس